# 夢鴿
夢鴿（むこう、モンゴー、本名劉清娣、1966年11月30日－）は、中華人民共和国の軍隊歌手。中国人民解放軍總政治部歌舞団歌唱家、階級は正師級文職幹部。

## 略歴
- 1966年11月30日、湖北省沙市で生まれる。
- 1977年、沙市歌舞団に入団。
- 中央社会音楽学院、中国音楽学院、中国人民解放軍芸術学院卒業。金鉄霖と鄒文琴に師事する。卒業後、中国人民解放軍総政治部歌舞団に入団。
- 現職は全国青連常委、中共中央直属機関青年連合会委員、国資委特邀青年連合会委員、中国音楽家協会会員。

## 作品
- 揺籃曲
- 沂蒙頌
- 祖国、永遠祝福您

## 家族
- 夫：李双江[1]
- 子：李天一（又名李冠豊）[2]